# Tatiana Blass
Tatiana Blass (São Paulo, 1979) é uma artista brasileira conhecida por criar narrativas abstratas e complexas com suas pinturas, performance, vídeos e instalações.
Blass começou sua carreira criando pinturas abstratas influenciadas por colagens que destacavam diferentes cores e formas, e logo passou a utilizar práticas interdisciplinares. Através da manipulação de vários materiais, Tatiana explora a tensão entre construção e desconstrução, forma e função.
Blass tem exibido regularmente em exposições coletivas e individuais por todo o Brasil, assim como no exterior, desde 1998.

## Vida
Tatiana Blass começou a desenvolver uma afinidade pela arte quando criança, trabalhando com diferentes mídias, visitando exposições e tendo aulas de arte, incluindo cursos com Alex Cerveny e Sandra Cinto. Em 1998, foi aceita no Instituto de Arte da Universidade Estadual Paulista (UNESP), graduando-se em 2001. Durante seu tempo na faculdade, Blass continuou realizando cursos de arte à parte, com críticos de arte e artistas famosos, incluindo Rodrigo Naves, Alberto Tassinari, Rodrigo Andrade e Paulo Monteiro.
Sua primeira exposição coletiva e individual foram realizadas no Instituto de Arte da UNESP, em 1998 e 2001, respectivamente. Durante esse período, ela expôs em vários salões de arte no Brasil.
Em 2004, Blass apresentou sua primeira obra arte in situ, no Ateliê397 em Vila Madalena, na qual deixou manchas coloridas no piso e nas paredes da galeria. Sua instalação mais notória, específica ao local, ocorreu sete anos depois, em 2011, com Penélope, na qual ela cobriu a Capela do Morumbi e seu pátio com um fio vermelho, atravessando as paredes e passando pelo jardim do edifício, alimentando um tear que criava um tapete vermelho.
Em Cão Cego, sua primeira exposição individual para um museu, no Museu de Arte Moderna da Bahia, em 2009, ela começou a experimentar a mistura de performance e escultura, criando esculturas de cera que derretem e se deformam ao longo da exposição. Ela utilizou a mesma técnica para Luz que cega - Sentado, um trabalho que lhe rendeu o Prêmio PIPA em 2011. A cera derretida também é utilizada na obra Metade de fala no chão (2008-2010), parte performance e parte escultura, exibida pela primeira vez na 29ª Bienal de São Paulo, onde o material é vertido sobre instrumentos musicais, silenciando-os.
O trabalho de Tatiana Blass faz parte da coleção de várias instituições públicas e privadas no Brasil e nos EUA, incluindo a Pinacoteca do Estado de São Paulo, o Museu de Arte Moderna do Rio de Janeiro e Fundação de Arte Cisneros Fontanals.